# Antoine Hermant
Antoine Hermant, né le 6 avril 1979 à Uccle, est un homme politique belge du Parti du travail de Belgique.

## Biographie
Antoine Hermant est à l'origine cheminot. Il devient ensuite enseignant.
Aux élections communales de 2012, il est élu conseiller communal PTB à La Louvière. Il est réélu en 2018.
Aux élections régionales de 2019, il est élu député au Parlement wallon pour la circonscription de Soignies-La Louvière. Il est choisi comme sénateur communautaire de la Région wallonne et dirige le groupe PTB au Sénat.
Il devient président de la Commission Énergie, Climat et Mobilité au Parlement wallon le 23 septembre 2019,.